# Wilma González
Wilma González Mendoza (Palma di Maiorca, 24 maggio 1984) è una modella spagnola.

## Carriera
Wilma González lavora anche per Playboy. In alcuni video erotici di Playboy ha interpretato scene di sesso softcore con altre modelle, tra cui Griselda Sanchez, Natalia Amigo e Liset Feider.